# Matt Shultz

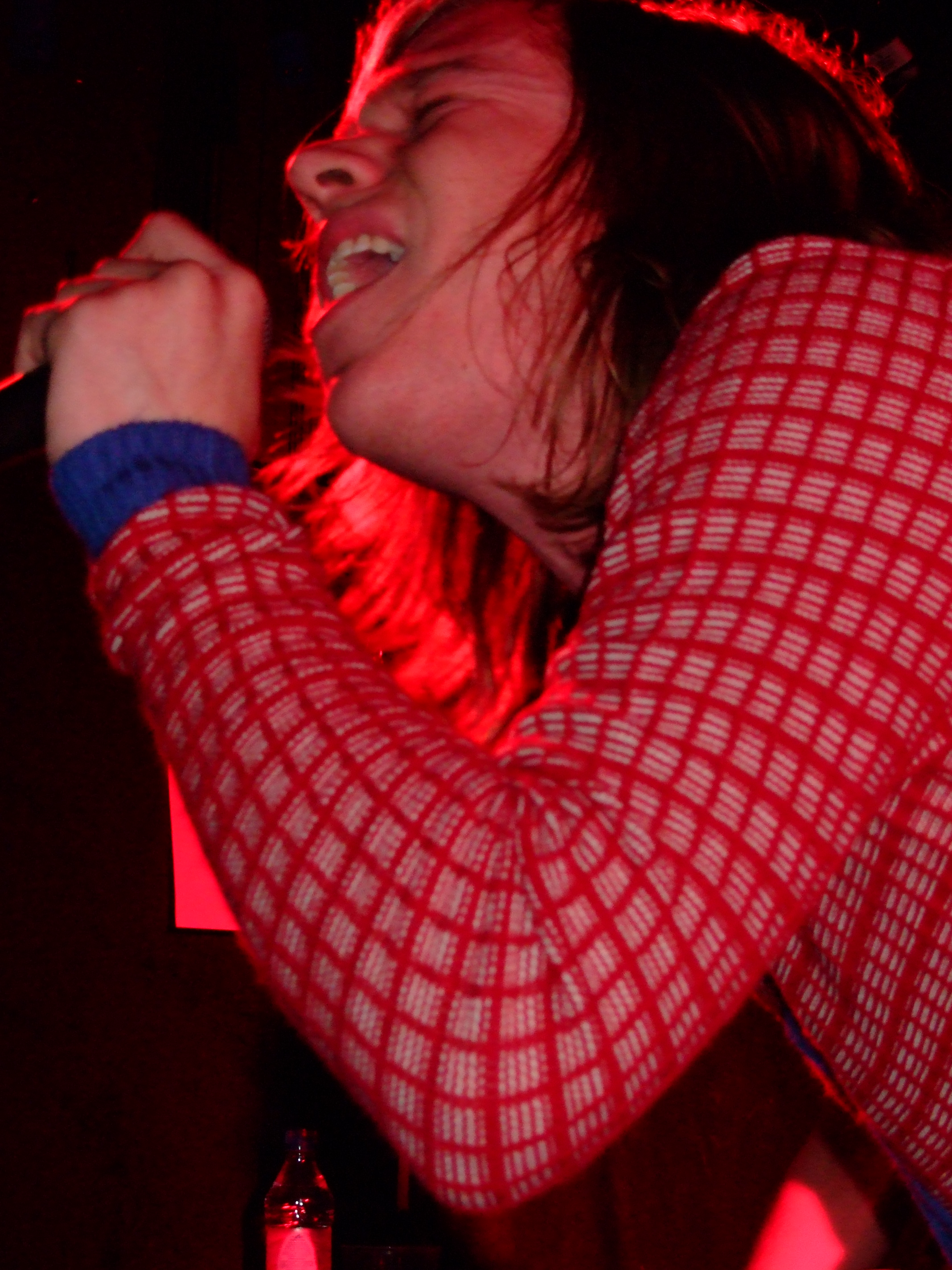
Shultz tijdens een concert

Matthew Ray Shultz (23 oktober 1983) is een Amerikaans singer-songwriter en leadzanger van de rockband Cage the Elephant. Hij speelt ook gitaar op de bonustrack "Cover Me Again", die op hun debuutalbum Cage The Elephant staat.
Shultz groeide op in Bowling Green in Kentucky, samen met de andere bandleden. Zijn broer Brad Shultz (slaggitaar), Jared Champion (drums en percussie), Daniel Tichenor (basgitaar en achtergrondzanger) en Lincoln Parish (leadgitaar). Shultz staat bekend om zijn energieke liveoptredens.